# NGC 6701
NGC 6701 (również PGC 62314 lub UGC 11348) – galaktyka spiralna z poprzeczką (SBa), znajdująca się w gwiazdozbiorze Smoka. Odkrył ją Lewis A. Swift 6 sierpnia 1883 roku.